# حديقة عصر النهضة الإيطالية

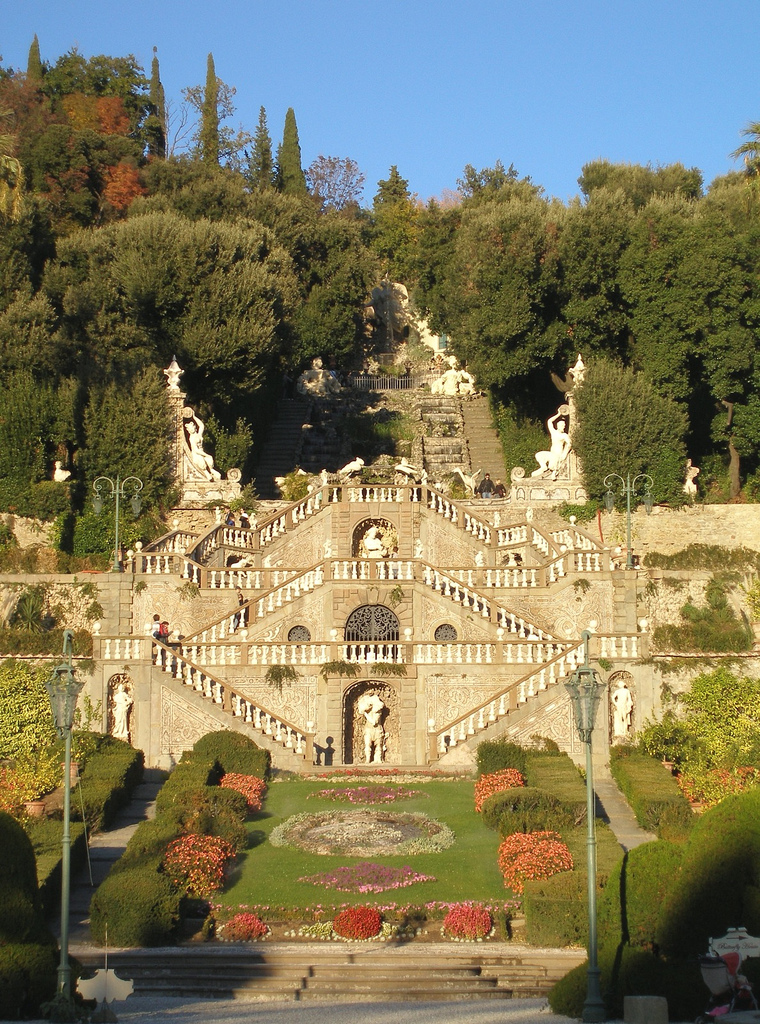

مثلت حديقة عصر النهضة الإيطالية نمطًا جديدًا من الحدائق التي ظهرت في أواخر القرن الخامس عشر في الفيلات في روما وفلورنسا، وهي مستوحاة من المثل الكلاسيكية للنظام والجمال، ومصممة للتمتع بمنظرها والمناظر الطبيعية من ورائها، إضافة إلى التأمل والاستمتاع بمعالم وأصوات وروائح الحديقة نفسها. في أواخر عصر النهضة، أصبحت الحدائق أكبر وأكثر تناظراً، وكانت مليئة بالنافورات والتماثيل والكهوف والأجهزة المائية وغيرها من الميزات المصممة لإمتاع أصحابها وللمتعة وإبهار الزوار. وقد أصبحت هذه الطريقة مثالًا يحتذى به في مختلف أنحاء أوروبا، فأثرت على حدائق عصر النهضة الفرنسية والحديقة الإنكليزية.

## الأصل
كانت الحدائق الإيطالية التي تعود إلى القرون الوسطى محاطة بجدران قبل عصر النهضة الإيطالي، وكانت مخصصة لزراعة الخضراوات والفواكه والأعشاب الطبية، أو في حالة الحدائق الرهبانية، للتأمل والصلاة الصامتين. ومثلت حديقة عصر النهضة الإيطالية مزيجًا بين الحديقة والمنزل والمناظر الطبيعية في الخارج. بدأت محاكاة الأعمال الكلاسيكية في الانتشار بين المجتمع الأوروبي في بدايات العصر الحديث. وبحلول منتصف القرن السادس عشر، ظهرت تأثيرات فرانشيسكو دي جورجيو مارتيني وسيباستيانو سيرليو، إذ نُظر إليها باعتبارها أعمالًا فنية في حد ذاتها. نشأت حديقة عصر النهضة الإيطالية، مثل فن العمارة في عصر النهضة، من إعادة اكتشاف علماء عصر النهضة للنماذج الرومانية الكلاسيكية. واستوحوا هذا من أوصاف الحدائق الرومانية القديمة التي قدمها أوفيد في كتابه «الميتروتوسس»، ومن خطابات بليني الأصغر سنًا، ومن قبل بيلنيوس الأكبر والتاريخ الطبيعي، وفي «ريروم روتيكانوم» من قبل «فارو»، والتي قدمت جميعها وصفاً مفصلاً من خلال عرض كلمات الأغنية لحدائق الفيلات الرومانية. وقد وصف بليني الأصغر حياته في فيلته في لورينتوم: «...حياة جيدة وحقيقية، وهي حياة سعيدة ومشرفة، وأكثر قيمة من أي» عمل«يمكن أن يكون. يجب أن تغتنم الفرصة الأولى لترك الدين، والضوضاء العقيمة، والحرف العقيمة للمدينة وتكرس نفسك للأداب أو الترفيه». ووفقاً لبريني فقد كان الغرض من الحديقة هو الاوتيوم الذي يمكن ترجمته إلى العزلة، أو السكينة، أو الاسترخاء، وهو عكس فكرة التفاوض التي كثيراً ما تصنف الحياة الحضرية المزدحمة. كانت الحديقة مكاناً للتفكير والاسترخاء والهروب من الواقع. لقد وصف بليني بشكل تفصيلي المسارات المظللة التي تحدّها أسياج أشجار الزينة ونافورات وشجيرات مشذبة لأشكال هندسية رائعة، وكل المعالم التي ستصبح جزءًا من حديقة عصر النهضة المستقبلية.

## ألبيرتي ومبادئ حديقة عصر النهضة
كان أول نص من عصر النهضة يتضمن تصميم الحديقة هو (الكتب العشرة للهندسة المعمارية)، بقلم ليون باتيستا ألبرتي (1404–1472). والذي استند إلى المبادئ المعمارية لفيتروفيوس، واستخدم اقتباسات من بلينيوس الأكبر وبليني الأصغر لوصف ما ينبغي أن تبدو عليه الحديقة وكيف ينبغي استخدامها. وقال إنه ينبغي النظر إلى الفيلا ومكان للنظر منها؛ وأنه ينبغي وضع المنزل فوق الحديقة، حيث يمكن رؤيته ويمكن للمالك أن ينظر إلى الحديقة. كتب ألبرتي: «ان البناء سيعطي متعة للزائر، عندما يغادر المدينة، سيرى الفيلا بكل سحرها، وكأنها تغري وترحب بالوافدين الجدد. وفي سبيل هذه الغاية، أود أن أضع هذا الموضوع في مكان مرتفع بعض الشيء. كما أنني سوف أسلّك الطريق برفق لدرجة أن يُخدع أولئك الذين يسلكونه بالمدى الذي صعدوا إليه حتى اكتشفوا الريف في الأسفل». في الحديقة، كتب ألبرتي: «...يجب أن تضع الرواق لإعطاء الظل، والنباتات حيث يمكن للأغصان أن تتسلق، وأن تضعها على أعمدة رخامية، وملاحم وتماثيل مسلية، شريطة ألا تكون فاحشة. يجب أن تكون لديك أيضًا نباتات نادرة.... تتحاذى مع الأشجار ومرتبة بالتساوي، بحيث تتماشى كل شجرة مع التي بجانبها».

## التأثير الأدبي على حديقة عصر النهضة الإيطالية
كان للرواية الرومانسية الشهيرة (The Hypnerotomachia Poliphili) والتي يطلق عليها اسم (صراع الحب في حلم بوليفي)، أو بوليفليس، في عام 1499 -للراهب فرانشيسكو كولونا في البندقية- تأثيرٌ على حدائق عصر النهضة. فقد وصف رحلة ومغامرات المسافر، بوليفيل، عبر المناظر الطبيعية الرائعة، يبحث عن حبه، بوليا. وقد أثرت المشاهد التي وصفها الكتاب والرسوم التوضيحية المصاحبة لقطعة الخشب على العديد من حدائق عصر النهضة، بما في ذلك البحيرة والجزيرة (كما في حدائق بوبولي)، والعمالقة الناشئة من الأرض (كما في فيلا دي براتولينو)، ومتاهة ونافورة الزهرة (كما في فيلا دي كاستيللو)، حيث تم التوفيق بين بوليفيل وبوليا.

## القوة والبهاء، الرمزية السياسية التي تجسدت في حديقة عصر النهضة
في حين كانت حدائق عصر النهضة الإيطالية المبكرة مصممة للتأمل والمتعة مع أنفاق من الخضرة، والأشجار للظل، وحديقة Giardino Segreto المغلقة (حديقة سرية)، وحقول الألعاب والترفيه، استخدمت ميديشي، الأسرة الحاكمة في فلورنسا، الحدائق لإظهار قوتها وعظمتها. «خلال النصف الأول من القرن السادس عشر، أصبحت العظمة تعد فضيلة أميرية. وفي جميع أنحاء شبه الجزيرة الإيطالية، جرى تكليف المهندسين المعماريين والنحاتين والرسامين والشعراء والمؤرخين والعلماء الإنسانيين بتلفيق صورة رائعة لروادهم الأقوياء». احتوت النافورة المركزية في فيلا دي كاستيللو على تمثال هرقل يهزم أنتايوس، مشيرًا إلى انتصار منشئ الحديقة، كوسيمو دي ميديسي. على فصيل من النبلاء الفلورنسيين الذين حاولوا الإطاحة به. كانت الحديقة عبارة عن شكل من أشكال المسرح السياسي، فقدمت القوة والحكمة والنظام والجمال والمجد الذي جلبه ميديسي إلى فلورنسا.

## مصطلحات حديقة عصر النهضة الإيطالية
- بوسكو ساكو. الخشب المقدس. بستان من الأشجار مستوحاة من البساتين حيث يعبد الوثنيون. في عصر النهضة وبالأخص حدائق مانرست، هذا القسم مليء بالتماثيل الرمزية للحيوانات والعمالقة والمخلوقات الأسطورية.
- فونتانير. صانع النافورة، مهندس هيدروليكي صمم نظام المياه والنافورات.
- جيردينو سيكريتو. الحديقة السرية. حديقة خاصة مغلقة داخل الحديقة مستوحاة من عباءات الأديرة من العصور الوسطى. مكان للقراءة أو الكتابة أو المحادثات الهادئة.
- الحيل المائية. إخفاء نافورات غارقة في غمر الزوار.
- سيمبلتشي. «السهول» أو النباتات والأعشاب الطبية.

## أولى الحدائق في عصر النهضة الايطالية
تقع أقدم حديقة لعصر النهضة الإيطالية في فيلا ميديسي في فيسول، شمال فلورنسا. أُنشئت في وقت ما بين 1455 و1461 من قبل جيوفاني دي ميديسي (1421-1463) ابن كوسيمو دي ميديسي، مؤسس أسرة ميديسي. على عكس فيلات أسرة ميديسي الأخرى التي كانت تقع على أرض زراعية مسطحة، تقع هذه الفيلا على جانب تل صخري مع منظر على فلورنسا. اتبع فندق فيلا ميديسي مبادئ ألبرتي التي تقول إن الفيلا يجب أن تتمتع بإطلالة «تطل على المدينة أو أرض المالك أو البحر أو السهل العظيم أو التلال والجبال المألوفة»، وأن تحتوي الواجهة الأمامية على «مجموعة من الحدائق الرائعة». الحديقة ذات شرفتين كبيرتين، أحدهما في الطابق الأرضي والأخرى في الطابق الأول. يمكن للنزلاء الخروج إلى منطقة الدخول ومن هناك إلى الحديقة من غرف الاستقبال في الطابق الأول، ولهذا فإن لوجيا كانت مساحة انتقال تصل بين الداخل والخارج. على عكس الحدائق في وقت لاحق، لم يكن في فيلا ميديسي سلم كبير أو أي ميزة أخرى لربط المستويين. ورثت الحديقة إلى ابن أخيه لورينزو دي ميديسي، الذي جعلها مكان التقاء للشعراء والفنانين والكتاب والفلاسفة. وصف الشاعر أنجيلو بوليزيانو في عام 1479، المعلم لأطفال ميديسي، الحديقة في رسالة: «.. نحن جالسون بين جوانب الجبال المنحدرة لدينا هنا مياه بكثرة وننتعش باستمرار مع الرياح المعتدلة ولا نجد أي إزعاج من وهج الشمس. ومع اقترابك من المنزل، يبدو أنه نقش في الخشب، ولكن عندما تصل إليه تجد أنه يحمل مشهدًا كاملًا للمدينة».

### بالازو بيكولوميني في بينزا، توسكاني (1459)
بني قصر بيكولوميني في بينزا من قبل اينيا سيلفيو بيكولوميني، الذي كان يشغل منصب البابا في الفترة من 1458 إلى 1464، تحت اسم بيوس الثاني. كان باحثاً في اللغة اللاتينية وكتب بشكل واسع عن التعليم وعلم الفلك والثقافة الاجتماعية(13). وفي عام 1459، بنى قصرًا لنفسه وللكرادلة والمحكمة في بلدة بينزا الصغيرة مسقط رأسه. ومثل فيلا ميديشي، كانت إحدى السمات الرئيسية للمنزل هي الرؤية المسيطرة التي يمكن الحصول عليها من فال دورسيا من منطقة الوادي، إلى منحدرات مونتي أمياتا. بالقرب من المنزل، كانت هناك تراسات مع أحواض استحمام هندسية تحيط بالنافورات ومزينة بشجيرات مقصوصة على شكل مخاريط وكريات مماثلة لحديقة «بليني» الموصوفة في «دي ري» في «ألبرتي». وصممت الحديقة بحيث تفتح على المدينة والقصر والمنظر.

### كورتيل ديل بلفيدير في قصر الفاتيكان، روما (1504–1513)
في عام 1504 كلف البابا يوليوس الثاني المهندس المعماري دوناتو برامانتي بإعادة إنشاء حديقة رومانية كلاسيكية للترفيه في المكان بين قصر الفاتيكان الأبوي القديم في روما وبالقرب من فيلا بيلفيدير. وكان نموذجه الملاذ القديم لفورتونا بريمينيا في بالسترينا أو برينستي القديمة، واستخدم المثل الكلاسيكية للتناسب والتجانس والمنظور في تصميمه. وأنشأ محوراً مركزياً للربط بين المبنيين، وسلسلة من التراسات المتصلة بالأسوار المزدوجة، على غرار تلك الموجودة في بالسترينا. وقسمت التراسات إلى ميادين ومستطيلات بواسطة المسارات وأحواض الزهور، كما كانت بمثابة بيئة خارجية لمجموعة النحت الكلاسيكية الاستثنائية التي قدمها البابا يوليوس، والتي شملت لاوكون الشهير وأولو بيلفيدير. كان قلب الحديقة عبارة عن فناء محاط برواق ثلاثي الطبقات، والتي كانت بمثابة مسرح للترفيه. شكلت منصة معمارية نصف دائرية النتيجة المذهلة للمنظور الطويل في الفناء والمنحدرات والتراسات. ووصفها السفير الموجود فقي البندقية كورتيل ديل بيلفيدير في عام 1523: «يدخل المرء حديقة جميلة جدًا، نصفها مليء بالعشب المتنامي والخلجان والتوت والسرو، في حين أن النصف الآخر مرصوف بمربعات من الطوب موضوعة في وضع عمودي، وفي كل مربع تنمو شجرة برتقالية جميلة خارج الرصيف، والتي يوجد منها العديد من الأشجار الرائعة المرتبة بترتيب مثالي... وعلى أحد جانبي الحديقة، توجد أجمل الأشجار، في أحد أحضان النافورة الجميلة التي تشق أشجار البرتقال وباقي الحدائق بجوار قناة صغيرة في وسط لوجيا». ولكن من المؤسف أن بناء مكتبة الفاتيكان في أواخر القرن السادس عشر عبر وسط الفناء بات يعني أن تصميم برامانتي محجوب الآن، ولكن أفكاره المتعلقة بالتناسب والتجانس ووجهات النظر المثيرة استخدمت في العديد من الحدائق العظيمة التي تعود إلى عصر النهضة الإيطالية.